# Africa Star
L'Africa Star (Stella dell'Africa) è una medaglia istituita dal Commonwealth Britannico per commemorare il servizio prestato nella Seconda guerra mondiale.
È una delle otto stelle commemorative di campagne della Seconda Guerra Mondiale.

## Criteri di eleggibilità
La Stella venne concessa per un servizio minimo di un giorno in un'area delle operazioni militari del Nord Africa tra il 10 giugno 1940 ed il 12 maggio 1943. L'area per la concessione era compresa tra il Canale di Suez e lo Stretto di Gibilterra, assieme a Malta, Abissinia, Kenya, Sudan, Somaliland e Eritrea. La medaglia venne concessa a quanti operavano nel Mediterraneo ma solo nel periodo compreso tra il 10 giugno 1940 ed il 27 novembre 1941.
La decorazione venne ottenuta anche dai membri dell'Australian Imperial Force che prestarono servizio in Siria dall'8 giugno all'11 luglio 1941..

### Descrizione
L'"Atlantic Star" consiste come le altre medaglie del genere in una stella a sei punte di zinco giallo allodiato alta 44mm e larga 38mm. Sul diritto riporta al centro le cifre reali di re Giorgio VI del Regno Unito sormontate dalla corona reale. Le cifre sono attorniate da un cerchio contenente le parole The Africa Star. Il retro è piano anche se alcune medaglie concesse a personale australiano o sudafricano hanno inscritto il nome dell'insignito.
Il nastro della medaglia, come gli altri della medesima tipologia, si ritiene sia stato disegnato dallo stesso Giorgio VI. Esso si compone di un nastro color sabbia a rappresentare il deserto, nonché di tre strisce color blu scuro, rosso e azzurro a rappresentare la Royal Navy, il British Artmy e la Royal Air Force, corpi che presero parte a queste operazioni.

### Barrette
I regolamenti pubblicati nel 1945 per la concessione di barrette su questa medaglia, prevedevano unicamente la concessione della classica rosetta come per tutte le altre stelle della Seconda Guerra Mondiale, anche se dal 1945 vennero concesse inter alia delle barrette particolari per la 1ª e l'8ª armata ad opera del generale Dwight Eisenhower e dal feldmaresciallo Harold Alexander:
- 8th Army

Venne concessa a quanti avessero prestato servizio nella 8th Army tra il 23 ottobre 1942 ed il 12 maggio 1943. La barretta consisteva in un '8' color oro portato sul nastrino della medaglia. Questa medaglia è controversa dal momento che l'8ª armata venne creata nell'ottobre del 1941 e combatté in Africa un anno prima dell'istituzione della medaglia. La concessione della medaglia iniziò alla Battaglia di El Alamein che portò alla cacciata dei tedeschi dall'Africa. Il generale Bernard Montgomery si rifiutò di far partecipare i soldati dell'8ª armata come sotto il suo predecessore, il general Claude Auchinleck, dall'ottobre del 1941, anche se i suoi primi mesi di servizio ebbero inizio nell'agosto del 1942.
- 1st Army

Venne concessa a quanti avessero prestato servizio nella 1st Army tra l'8 novembre 1942 ed il 12 maggio 1943. La barretta consisteva in un '1' color oro portato sul nastrino della medaglia. Alcune vbarrette consistono in una piccola placca d'argento con la scritta '1st ARMY'.
- North Africa 1942-43

Venne concessa a quanti avessero prestato servizio nella 18th Army Group tra il 15 febbraio ed il 12 febbraio 1943, o a personale di servizio nella marina, nella Royal Air Force dal 23 ottobre 1942 al 12 maggio 1943. La barretta consisteva in una rosetta argentata portata sul nastrino della medaglia.
- 8th Army-1st Army

Venne concessa a quanti avessero prestato servizio nella 8th Army e nella 1st Army nei rispettivi periodi. La barretta consisteva in un '8' ed in un '1' color oro portati sul nastrino della medaglia.
| Africa Star ribbon bars              | Africa Star ribbon bars |
| ------------------------------------ | ----------------------- |
| senza barrette                       |                         |
| con la barretta 8th ARMY             |                         |
| con la barretta 1st ARMY             |                         |
| con la barretta NORTH AFRICA 1942-43 |                         |
| con la barretta 8th ARMY-1st ARMY    |                         |